# Nahal Tajadod
Nahal Tajadod, née le 25 février 1960 à Téhéran, est une femme de lettres iranienne d'expression française.

## Biographie

### Origine et jeunesse
Nahal Tajadod est née le 25 février 1960 à Téhéran. Son père Reza Tajadod (fa) est homme politique qui connaît la députation de l'assemblée consultative nationale (en), le vice-ministère de la culture et celui de la justice. En outre, il édite et traduit le Kitab-al-Fihrist de l'arabe en persan. Sa mère Mahin Tajadod (fa), d'origine kurde, est femme de lettres et actrice de théâtre.

### Départ pour la France
En 1977, elle vient en France étudier le chinois à l'Institut national des langues et civilisations orientales et rédige une thèse sur Mani, fondateur du manichéisme. Elle est une spécialiste du bouddhisme, du christianisme en Iran, et du poète perse Rûmî.
Persanophone, de culture française, docteure en chinois, elle pratique les trois systèmes d'écriture (alphabet latin, arabe et chinois), ce qui lui permet de travailler notamment sur les rapports historiques entre la Perse et la Chine.

## Œuvres
- Mani le Bouddha de lumière : catéchisme manichéen chinois, Paris, éditions du Cerf, 1990,  (ISBN 978-2204040648),

Ce livre est une adaptation de sa thèse de doctorat fondée notamment sur l'analyse d'un des trois textes chinois manichéens mis au jour en 1907 dans les grottes de Mogao près de Dunhuang, texte intitulé Moni guangfo jiao fa yi lüe yijuan, qu'on pourrait traduire par « Compendium des doctrines et règles de la religion du Buddha de Lumière Mani, en un chapitre ».
- Légende de la Perse ancienne, Paris, éditions Gründ, 1993,  (ISBN 978-2700017526),
- Les porteurs de lumière : péripéties de l'Église chrétienne de Perse, iiie – viie siècle, Paris, éditions Plon, 1993,   (ISBN 978-2226182838),
- Le dernier album des miracles : chroniques d'une famille persane, Paris, Plon, 1995.
- À l'est du Christ : vie et mort des chrétiens dans la Chine des Tang, viie – ixe siècle apr. J.-C., Paris, Plon, 2000.
- Roumi le brûlé, Paris, éditions Jean-Claude Lattès, 2004,  (ISBN 978-2709624893),
- Le Volcan, la Lune, la Pluie, avec Abbas Kiarostami, Ahmad Karimi-Hakkak, Mojdeh Famili, Hélène Renard, Jean-Claude Carrière et Michael Beard, édition à compte d'auteur (Hélène Renard, Mas Ermeline, Route de Vallabrègues, 13150 Tarascon), 2005.
- Chants d'amour de Rûmi, avec Jean-Claude Carrière, Kudsi Ergüner et Pierre Rigoboulos, disque compact, Paris, éditions Gallimard, 2006, coll. « À voix haute ».
- Passeport à l'iranienne, Paris, éditions Jean-Claude Lattès, 2009,  (ISBN 978-2253123835),
- Les porteurs de lumière : l'épopée de l'Église de Perse, préface de Jean-Claude Carrière, Paris, éditions Albin Michel, 2008.
- Debout sur la terre, Paris, éditions Jean-Claude Lattès, 2010.
- Elle joue, Paris, Albin Michel, 2012.
- Sur les pas de Rûmi, avec les dessins de Federica Matta, préface de Jean-Claude Carrière, Paris, Albin Michel, 2006 (édition de poche, sans les dessins, Albin Michel, 2013)  (ISBN 978-2226241979),
- Une robe de papier pour Xue Tao, ouvrage collectif sous la direction de Vincent Durand-Dastès et de Valérie Lavoix, Espaces et signes, 2015.
- Les simples prétextes du bonheur, Paris, éditions Jean-Claude Lattès, 2016.
- L'affamé : les dits de Shams de Tabriz, Paris, Les Belles Lettres, 2020,  (ISBN 978-2251451084)

## Traductions
Elle a traduit du persan, en collaboration avec Jean-Claude Carrière, les recueils de poèmes suivants : 
- Le Livre de Chams de Tabriz, de Mowlânâ Djalal al-Din Rumi, traduit et annoté avec Mahin Tajadod et Jean-Claude Carrière,  Paris, Gallimard, 1993.
- Avec le vent, de Abbas Kiarostami, traduit avec Jean-Claude Carrière, Paris, POL, 2002.
- Un loup aux aguets, de Abbas Kiarostami, traduit avec Jean-Claude Carrière, Paris, La Table ronde, 2008.

## Vie privée
Nahal Tajadod a été mariée à Jean-Claude Carrière avec qui elle a eu une fille née en 2003, Kiara Carrière.

## Distinction
Nahal Tajadod a reçu la grande médaille de la francophonie en 2007.

### Sources
- (fa) Milad Hosseini, « ادبیات علیه سیاست : نقد و بررسی کتاب ایرانی تر » [« Littérature contre Politique : analyse critique du livre Irani-tar »], Ketâbnâmeh, Âgâhi-ye no, no 3,‎ 2023, p. 255-280